# 王淑慈
王淑慈（英語：WONG Suk-Chi，？—），生於香港，祖籍浙江省湖州市。皇都酒店董事經理，中國人民政治協商會議寧波市第15屆委員，香港浙江省同鄉會聯合會理事及青年委員會主席，中國僑聯青年委員會委員，黑龍江省青年委員會委員，寧波市婦女聯合會執行委員。